# Nanacamilpa de Mariano Arista
Nanacamilpa de Mariano Arista è un comune del Messico, situato nello stato di Tlaxcala, il cui capoluogo è la località di Nanacamilpa .